# Matti Jutila (Mathematiker)

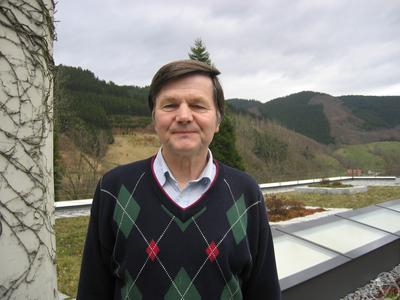
Matti Jutila (Oberwolfach, 2008)

Matti Jutila (* 1943) ist ein finnischer Mathematiker, der sich mit analytischer Zahlentheorie befasst. Er ist Professor an der Universität Turku.

## Leben
Jutila wurde 1970 bei Kustaa Inkeri an der Universität Turku promoviert (On Two Theorems of Linnik Concerning the Zeros of Dirichlet's L-functions). 1977/78 und 1981 war er am Mittag-Leffler-Institut, 1970 und 1988 am Steklow-Institut in Leningrad und 1993 an der Universität Nihon in Tokio. Er befasst sich unter anderem mit Exponentialsummen und der Riemannschen Zetafunktion.
Jutila verbesserte mehrfach den Wert der Konstante im Satz von Linnik über eine Schranke für die kleinste Primzahl p(d) in einer arithmetischen Progression a, a+d, ..., a+dn (mit a, d relativ prim und d<a, n beliebige natürliche Zahl) in Abhängigkeit von d. Linnik bewies 1944 {\displaystyle p(d)<cd^{L}} mit Konstanten c, L. Die oberen Schranken für L (Linniks Konstante) wurden im Laufe der Zeit immer weiter abgesenkt (nach dem Stand von 2011 auf {\displaystyle L\leq 5} (Triantafyllos Xylouris, Dissertation Bonn 2011)), unter anderem auch mehrfach von Jutila in den 1970er Jahren, so 1977 auf 80.
Seit 1982 ist er Mitglied der Finnischen Akademie der Wissenschaften.
Zu seinen Studenten gehört Kaisa Matomäki.

## Schriften
- Lectures on a method in the theory of exponential sums, Tata Institute of Fundamental Research, Bombay, 1987
- Zero density estimates for L-functions, Acta Arithmetica, Band 32, 1977, 52–62
- mit Henryk Iwaniec: Primes in short intervals. Arkiv für Matematik, Band 17 (1979), 167–176
- On the value distribution of the zeta-function on the critical line, Bull. London Math. Soc., Band 15 (1983), 513–518.
- Zeros of the zeta-function near the critical line, in: Studies in Pure Mathematics to the Memory of Paul Turan, Birkhäuser 1983, S. 385–394
- Riemann's zeta-function and the divisor problem. Arkiv für Matematik, Band 21 (1983), 75–96; Teil 2 in Band 31 (1993), 61–70
- Transformation formulae for Dirichlet polynomials, J. Number Theory, Band 18, 1984, 135–156
- On exponential sums involving the divisor function, J. Reine Angew. Math., Band 355 (1985), 173–190.
- Mean value estimates for exponential sums, in; Number Theory, Ulm 1987, Lecture Notes in Mathematics 1380, Springer-Verlag 1989, S. 120–137, Teil 2: Arch. Math., Band 55, (1990), 267–274.
- mit Yōichi Motohashi: Mean value estimates for exponential sums and L-functions: a spectral theoretic approach. J. Reine Angew. Math. 459 (1995), 61–87
- The additive divisor problem and its analogs for Fourier coefficients of cusp forms I,  Math. Zeitschrift, Band 223 (1996), 435–461; Teil 2, Band 225 (1997), 625–637.